# 貝克山
貝克山是位於美國西北部華盛頓州的一座火山。地處美國與加拿大的交界處。貝克山是喀斯喀特山脈最北端的一個山峰，也是華盛頓州內第四高峰與喀斯喀特山脈的第六高峰。貝克山以其每年極高的降雪量和冰川而聞名。